# Infectia
Infectia était une super-vilaine créée par Marvel Comics, apparue pour la première fois dans  X-Factor #28.

## Origine
Joséphine, la femme qui se fait appeler Infectia est la fille mutante et douée d'un généticien basé à Manhattan. À la mort de ce dernier, elle reprit ses travaux, et abandonna ses propres études pour garder le laboratoire familial.
Des années plus tard, elle souhaita acquérir le vaisseau intelligent d'Apocalypse, désormais base du groupe Facteur-X. Elle fit muter un policier en monstre génétique et persuada Iceberg et le Fauve qu'il en avait après elle. Le monstre se désintégra quand il n'eut plus assez d'énergie vitale.
Elle se fit inviter dans le vaisseau et tenta d'embrasser Iceberg, mais les jeunes X-Terminators eurent des doutes sur ses intentions, de même que le Fauve.
Finalement, elle fit venir Iceberg dans son laboratoire et essaya de nouveau de l'embrasser. Mais c'est le Fauve, interrompant le rendez-vous, qui rentra en contact avec ses lèvres. Quelque temps plus tard, les effets se firent sentirent. Après une courte période de coma, Le Fauve, mutant, déjà altéré par des expériences au sein des Vengeurs, et ayant subi le toucher dégénérant de Pestilence, l'un des Cavaliers d'Apocalypse, retrouva peu à peu ses facultés intellectuelles.
Elle contracta plus tard le Virus Legacy, fut admise dans une clinique et décéda après s'être excusée auprès du Fauve, qui resta avec elle jusqu'à la fin.

## Pouvoirs
- Infectia était une mutante qui pouvait scanner et visualiser la structure moléculaire des êtres vivants (animaux et végétaux).
- Sa salive transformait alors ses victimes, par réaction chimique. Ses proies humaines se déformaient, grossissaient et tombaient sous sa domination. Ils dégénèraient assez rapidement et se décomposaient quand leur force vitale s'essouflait.